# Erseka
Erseka (albansko Ersekë ali Erseka) je manjše mesto na jugovzhodu Albanije, sedež občine in nekdanjega okrožja Kolonja.
Leži v odročnem delu države na 1020 metrov visoki planoti, ki se razteza med pobočjem gore Gramoz na vzhodu in dolino reke Osum na zahodu. Skoznjo poteka slikovita cesta SH75 Tepelena−Përmet−Leskovik−Korča; od slednje je Erseka oddaljena 40 kilometrov.
Območje okrog mesta je primerno za kmetijstvo, ki je v Kolonji glavna dejavnost. V Erseki danes obstajajo muzej, kulturni center Fan Stilian Noli, številna domača podjetja in stadion lokalnega nogometnega kluba KS Gramozi Erseka.